# Speicher (Zwitserland)
Speicher is een gemeente en plaats in het Zwitserse kanton Appenzell Ausserrhoden. Speicher telt 4.166 inwoners.

## Geboren
- Anna Barbara Zellweger (1775-1815), notabele
- Lina Stadlin-Graf (1872-1954), juriste en redactrice

## Overleden
- Susi Eppenberger (1931-2023), politica

Bühler · Gais · Grub · Heiden · Herisau · Hundwil · Lutzenberg · Rehetobel · Reute · Schönengrund · Schwellbrunn · Speicher · Stein · Teufen · Trogen · Urnäsch · Wald · Waldstatt · Wolfhalden · Walzenhausen
- Historisch woordenboek van Zwitserland: 001302
- Virtual International Authority File: 5033147270698235700008